# Самая старая оставшаяся в живых вдова конфедератов рассказывает…
«Самая старая оставшаяся в живых вдова конфедератов рассказывает…» (англ. Oldest Living Confederate Widow Tells…) — мелодрама режиссёра Кена Камерона, основанная на романе Аллена Кергэнуса.
В 1994 году фильм выиграл четыре премии «Эмми», в том числе в номинации за «Лучшую женскую роль второго плана в мини-сериале или фильме», которую получила актриса Сисели Тайсон.

## Сюжет
Героиня этого телевизионного фильма девяностолетняя Люси Марсден вспоминает свою жизнь, находясь в доме для престарелых. Воспоминания посвящены её мужу капитану Марсдену, последнему из оставшихся в живых конфедератов, умершему пятьдесят лет назад. Он ушёл на войну, тринадцатилетним мальчишкой, вместе со своим сверстником и лучшим другом Недом, убитым у него на глазах. Он был намного старше её, даже старше родителей, но она, не представляя толком, что именно такое супружеские обязанности, полюбила его за доброту, благородство и своего рода сохранившуюся детскость в его красивых серых глазах. Прошли годы, у них родилось много детей, но всю жизнь она знала, что её бородатый, респектабельный и старый уже муж так и не смог вернуться с войны, на всю жизнь оставшись тринадцатилетним в душе.

## В ролях
| Актёр             | Роль                                 |
| ----------------- | ------------------------------------ |
| Дайан Лейн        | Люси Марсден                         |
| Дональд Сазерленд | капитан Уильям Марсден               |
| Сисели Тайсон     | Касталья                             |
| Энн Бэнкрофт      | Люси Марсден (в возрасте 99—100 лет) |
| Блайт Даннер      | Бьянка Хоникат                       |
| Э. Г. Маршалл     | Профессор Тау                        |